# Енотрија (Салерно)
Енотрија је насеље у Италији у округу Салерно, региону Кампанија.
Према процени из 2011. у насељу је живело 4 становника. Насеље се налази на надморској висини од 82 м.